# Владельцы и старосты Рогачёва
Владельцы и старосты Рогачёва — перечень владельцев и старост  города Рогачёв Великого княжества Литовского  (ныне в современной Белоруссии).

## Владельцы Рогачёва[1]
- Миндовг (Миндаугас, лит. Mindaugas) ок. 1240—1250 гг. — был присоединён в ходе военных походов Миндовга по расширению границ «Литвы».
- Довмонт (Домонт, лит. Daumantas) ок.1250-1299 гг. — Миндовг передал город и его окрестности Довмонту за военные заслуги.
- Юрий Толочко конец XIV в. — владелец Рогачёва и староства.
- Витовт (лит. Vytautas) ок.1397 г.-середина XV в.
- Анна жена Свидригайло (лит. Švitrigaila) середина XV в. — 1456 г.
- Иван Васильевич Ярославич сын княгини Анны 1456—1507 гг. В 1499 г. великий князь Александр подтвердил владельческие права Ивана Васильевича на Городок, Клецк и Рогачев.
- Федор Иванович 1508—1519 гг. — Поскольку Фёдор Иванович и его жена Елена не имели собственных детей, то в 1519 году Фёдор вынужден при жизни завещать все свои земли королю Сигизмунду I Старому.
- Сигизмунд I Старый (лит. Žygimantas, пол. Zygmunt) 1519 г. — Город перешёл во владения Сигизмунда по завещанию Фёдора Ивановича.
- Бона Сфорца (ит. Bona Sforza) 1519 г. — Город подарен Боне Сигизмундом I в знак любви и целью укрепить статус своей молодой жены.
- 1519—1772 гг. действующий староста (наместники короля) Рогачёва.
- 1772 г. — Рогачёв отходит к Российской империи, становится собственностью царской казны.

## Старосты Рогачёва[1]
- Юрий Толочко конец XIV в.
- Юрий Иванович Ильинич (польск. Jerzy Iwanowicz Ilinicz) 1519 г. — 1526 г. — первый из известных старост Рогачёва.
- Иван Михайлович Хоревич 1534—1539 гг.
- Михаил Якубович 1545 г.
- Павел Папельжинский 1549—1552 гг.
- Богдан Долмат 1552 г.
- Матей Войтехович (польск. Maciej Kłoczko) 1555 г.
- Рыгор Бака 1556 г.
- Б. В. Саламерецкий 1562—1563 гг.
- Р. Г. Валович 1593—1620 гг.
- Александр Богданович Огинский (польск. Aleksander Ogiński) 1633—1644 гг.
- Я. Юдицкий 1644—1649 гг.
- К. Л. Сапега 1649 г.
- Леонард Габриель Поцей (пол. Leonard Gabriel Pociej) 1677 г.
- Казимир Александр Поцей (пол. Kazimierz Aleksander Pociej) 1695 г.
- Александр Поцей (польск. Aleksander Pociej) 1724 г.
- Людвиг Поцей (польск. Stanisław Potocki) 1758 г.
- Леонард Поцей (польск. Leonard Pociej) 1771 г.